# 吉安満定
吉安 満定（よしやす みつさだ）は、戦国時代から安土桃山時代にかけての武将。毛利氏家臣である冷泉氏の一門で家老。

## 生涯
大内氏家臣・冷泉隆豊の弟である吉安豊英の嫡男として誕生。従兄弟の冷泉元豊・元満兄弟に仕え、各地に従軍した。
慶長2年（1597年）から始まる慶長の役で冷泉元満が毛利秀元に従って朝鮮半島へ渡ると、満定も元満に従った。しかし、同年12月22日、蔚山城の戦いにおいて明軍の先鋒である擺寨が指揮する軽騎兵1000による急襲により、元満は配下の将兵や同じく毛利氏家臣である阿曽沼元秀、都野家頼と共に戦死した。
この時、満定は他用のために元満とは離れていたが、元満が戦死したことを知ると直ちに戻って敵軍を追い払い、元満や冷泉家臣の遺体を船に収容して日本に送還した。その後、満定は蔚山城に入城し、翌12月23日の攻防戦において冷泉氏家臣である伊賀崎満重や白松満明と共に戦死した。
慶長3年（1598年）1月7日、安国寺恵瓊と福原広俊は毛利輝元の側近である榎本元吉に書状を送って、冷泉元満の戦死と元満の子・元珍の家督相続について述べると共に、満定の働きを比類無き仕合で前代未聞のことと述べ、特別に褒美を取らせるよう述べている。さらに同年2月25日には輝元が元珍に対する書状で元珍の家督相続を認めると共に、満定の働きを比類無き覚悟と称賛し、子を取り立てて養育することが肝要であると述べている。これを受けて満定の嫡男・定俊は取り立てられて毛利氏家臣となった。